# Dawna plebania w Krzeszówku
Dawna plebania – plebania znajdująca się w powiecie kamiennogórskim, w Krzeszówku (województwo dolnośląskie).
Zabytkowa plebania (obecnie dom mieszkalny nr 33) z 1733 r., przebudowana w XIX w. i początku XX w. Barokowa, murowana, 2-kondygnacyjna, nakryta dachem czterospadowym z lukarnami.